# 湛江广播电视台
湛江市广播电视台，或简称湛江台，是中华人民共和国广东省湛江市的市营媒体，拥有湛江新闻综合频道、湛江公共频道2个电视频道、湛江新闻综合广播、湛江经济广播、湛江交通音乐广播3个电台频率、官方新闻客户端“视听湛江”、新媒体网站“湛江广视网”，覆盖湛江、茂名，以及广西壮族自治区、海南省部分地区。

## 历史
- 1961年7月1日，湛江人民广播电台成立。
- 1983年，湛江电视台成立。2002年5月湛江有线电视台并入。[2]。
- 2004年4月，湛江电视台和湛江人民广播电台合并组建湛江市广播电视台。

## 电视频道
- 湛江新闻综合频道
- 湛江公共频道

## 电台频率
| 頻道名稱                | 语言                 | 频道频率   | 啟播時間      | 频道前称         | 备注 |
| 新闻综合广播（精彩981） | 粤语、普通话、雷州话 | FM 98.1MHz | 1961年7月1日  |                  |      |
| 经济广播                | 粤语、普通话、雷州话 | FM 95.1MHz | 1992年12月    | 湛江经济广播电台 |      |
| 交通音乐广播            | 粤语、普通话、雷州话 | FM102.1MHz | 2012年3月30日 |                  |      |

## 外部連結
- 湛江金视网
- 湛江广视网 （页面存档备份，存于）